# Marjan Bezjak
Marjan Bezjak, slovenski politik in ekonomist, * 23. oktober 1960.
Bil je poslanec 5. državnega zbora Republike Slovenije (2008-12).
Konec julija 2009 je pristal v središču medijskega viharja zaradi domnevnega lažnega navajanja visokošolske izobrazbe. Dotedaj se je predstavljal kot ekonomist.

## Življenjepis

### Državni zbor
2008-2011
V času 5. državnega zbora Republike Slovenije, član Slovenske demokratske stranke, je bil član naslednjih delovnih teles:
- Odbor za gospodarstvo (podpredsednik)
- Mandatno-volilna komisija (član)
- Odbor za finance in monetarno politiko (član)